# آلفی یورگنسون
آلفی یورگنسون (استونیایی: Alfei Jürgenson; ۸ آوریل ۱۹۰۴ – ۲۲ اوت ۱۹۴۷) بازیکن فوتبال اهل استونی بود.
وی همچنین در تیم ملی فوتبال استونی بازی کرده‌است.